# Nicolai Thärichen

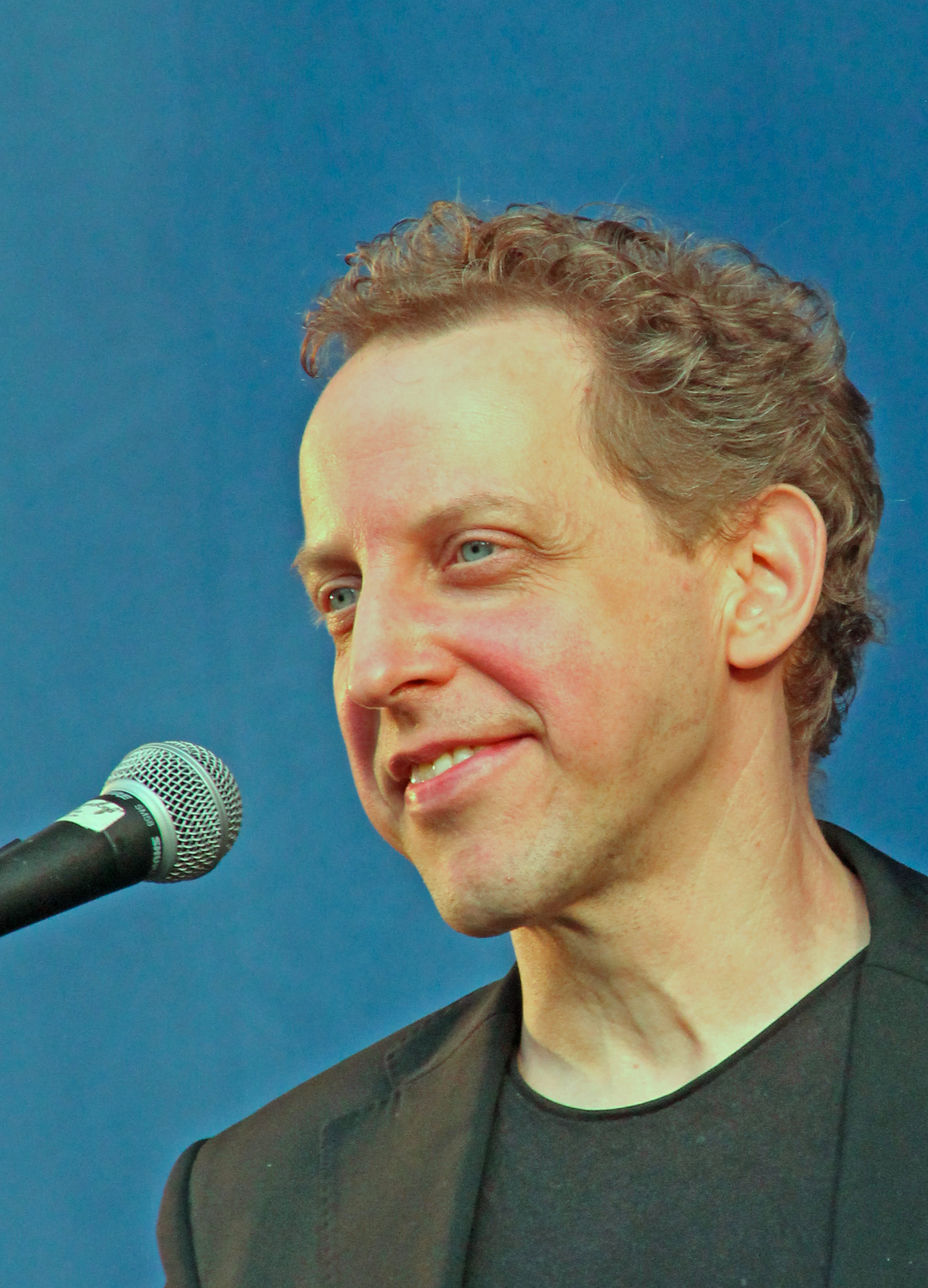
Nicolai Thärichen 2017 bei Jazz im Palmengarten in Frankfurt

Nicolai Thärichen (* 30. Dezember 1969 in Berlin) ist ein deutscher Jazzmusiker (Piano, Arrangement, Komposition).

## Leben und Wirken
Thärichen stammt aus einer Musikerfamilie. Sein Vater Werner Thärichen war Solo-Paukist im Philharmonischen Orchester Berlin und auch als Dirigent und Komponist Neuer Musik tätig. Nicolai begann mit fünf Jahren mit dem Klavierspielen, später mit dem Schlagzeugspiel. An der Universität der Künste Berlin studierte er zwischen 1992 und 1997 Jazz-Klavier u. a. bei Walter Norris, Aki Takase, Kirk Nurock und David Friedman. Bereits 1993 begann seine Zusammenarbeit mit dem Sänger Michael Schiefel. 1999 versammelte er zehn junge Musiker der Berliner Jazz-Szene, um das Ensemble Thärichens Tentett zu gründen, wo er zunächst die mit Schiefel erarbeiteten Songs großformatig umsetzte. Mit dieser Gruppe hat er bis heute Erfolge sowie mehrere CDs eingespielt und war auf Tournee unter anderem in China und Indien (2009).
1996 und 1997 komponierte und arrangierte er für das Bundesjugendjazzorchester, 2000 für das Rolf von Nordenskjöld Orchestra, später auch für Bobby McFerrin und Musiktheaterproduktionen. 2008 arrangierte er eigene Kompositionen für die hr-Bigband; 2009 folgte mit dem gleichen Klangkörper das Projekt Jazz meets Dada mit Sänger Michael Schiefel und Sprecher Michael Quast. Mit dem Marie Séférian Quartett war der Pianist 2012 vielfach im Norden Deutschlands zu sehen.
Seit 1998 ist Thärichen freischaffender Pianist und Komponist. 
Das Album An Berliner Kinder entstand um die Jahreswende 2011/2012 im Greve-Studio Berlin. Mit seinem Tentett samt Vokalist Michael Schiefel hat Thärichen darin Lautgedichte des Dadaisten Hugo Ball sowie Joachim Ringelnatzens Gedichte vertont.
Im Jahr 2012 gründete Thärichen eine Formation, die Stücke von Jimi Hendrix neu interpretiert. Als Thärichens Hendrixperience Orchestra featuring Annamateur traten sie am 29. September 2012 im Opernhaus Leipzig bei den Leipziger Jazztagen auf. 2016 veröffentlichten sie das Album Thärichen's Hendrixperience Orchestra mit der Sängerin Lea W. Frey.
Weiterhin war Thärichen Lehrbeauftragter an der Hochschule für Musik „Hanns Eisler“ Berlin 1995 war er Gastdozent für Komposition und Bigbandleitung an der Hochschule für Musik und Theater Hannover. Von 2016 bis 2022 leitete er die Bigband des Collegium Musicum der FU Berlin. Seit dem Wintersemester 2022 ist er als Professor für Jazz an der Hochschule für Musik Saar tätig, wo er auch das Jazzorchester der HfM Saar leitet.

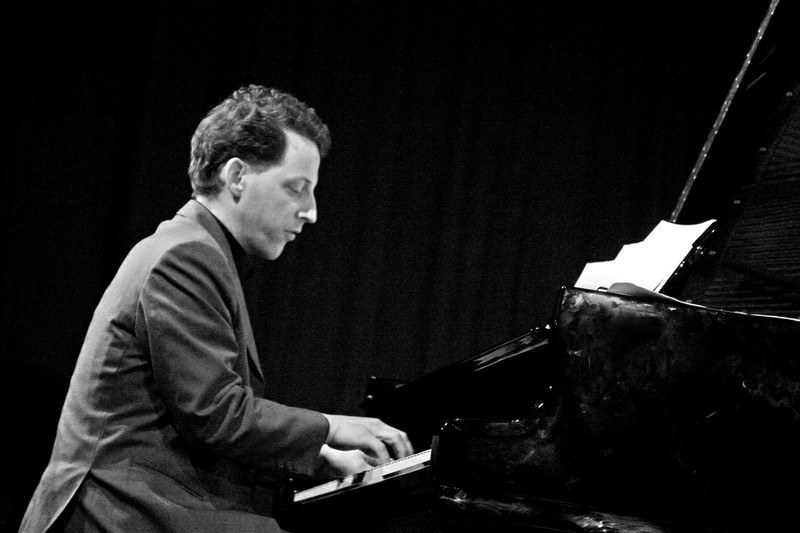
Nicolai Thärichen 2005 auf dem St. Ingberter Jazzfestival

## Diskographische Hinweise
- No Half Measures (Laika 2019)[8]
- Thärichens’s Hendrixperience Orchestra (Laika 2016)Thärichen's Hendrixperience Orchestra, vorgestellt von Thomas Haak. In: NDR. Abgerufen am 9. Januar 2017.
- An Berliner Kinder (Double Moon Records 2012)[9]
- Farewell Songs (Traumton 2009)
- Grateful (minor music 2005)
- The Thin Edge (minor music 2002)
- Lady Moon (minor music 2000)